# Mary Rodgers
Mary Rodgers (Manhattan, Nueva York, 11 de enero de 1931-Manhattan, Nueva York, 26 de junio de 2014) fue una compositora y escritora de libros infantiles y juveniles estadounidense. Hija mayor del compositor Richard Rodgers (1902-1979). Recibió su formación en el Wellesley College y en la escuela de música David Mannes College.

## Biografía
En el inicio de su carrera musical trabajó escribiendo partituras para clubs nocturnos, espectáculos de variedades, música para teatro como el show de marionetas Davy Jones' Locker, y para la TV en el programa Mary Martin Special, ambos emitidos en 1959. Se hizo famosa cuando escribió la música para su primer musical Once Upon a Mattress con letra de Marshall Barer. El show se estrenó fuera de Broadway, donde se representaron los musicales y las obras más importantes en Nueva York, pero finalmente llegaron a Broadway donde estuvo en cartelera durante un año. La actriz Carol Burnett actuó en este espectáculo. Las canciones de este musical que se hicieron más populares fueron: Song of Love y Very Soft Shoe. Su segundo musical completo se tituló 'Hot Spot, que no tuvo tanto éxito.
Fue la supervisora y asistente de producción de los conciertis para jóvenes (Young Peoples Concerts) dirigidos por el prestigioso director y compositor Leonard Bernstein entre 1957 y 1963. En 1963 compuso la música para un programa de TV llamado Feathertop. En 1966 escribió The Mad Show, una sátira de la Mad Magazine con letra de Marshal Barer, Larry Siegel y Steven Vinaver.
Alcanzó la fama también como autora de novelas de ficción de literatura infantil y juvenil. Su primer libro Un viernes embrujado (Freaky Friday), publicada en 1971, recibió el The Christopher Award del Book World Spring Book Festival Awards. En 1976 Disney adaptaron al cine esta novela con la producción Viernes loco, con guion de la misma Mary Rodgers, e interpretada por Barbara Harris y Jodie Foster. Además de esta película se hizo una adaptación para Televisión en 1995, Freaky Friday, y una versión musical con partitura de la misma Mary Rodgers en colaboración con John Forster, que fue representada por la compañíia Theatreworks/USA. Se hizo otra versión de la película en 2003: Un Viernes de Locos. En 1989, publicó la secuela de este libro y que tituló Summer switch.
También ejerció como representante de la familia Rodgers en la The Rodgers & Hammerstein Organization que junto a la familia Hammerstein se encargó de los archivos de los originales de su padre y el que fue su colaborador letrista, en comedias musicales, durante muchos años, Oscar Hammerstein.